# Mobile Suit Gundam Unicorn (videogioco)
Mobile Suit Gundam Unicorn (機動戦士ガンダムUC?, Kidō Senshi Gandamu UC) è un videogioco d'azione sviluppato da FromSoftware, in esclusiva per PlayStation 3. Il gioco si basa sui primi tre episodi dell'adattamento anime omonimo. Mobile Suit Gundam Unicorn è stato pubblicato esclusivamente in Giappone l'8 marzo 2012 da Namco Bandai.